# Casa del carrer Deulofeu, 4 (Vilajuïga)
La casa del carrer Deulofeu, 4 és un edifici modernista de Vilajuïga (Alt Empordà) inclòs a l'Inventari del Patrimoni Arquitectònic de Catalunya.

## Descripció
És dins del nucli urbà de Vilajuïga, darrere de l'església de Sant Feliu, formant cantonada entre el carrer d'Alexandre Deulofeu i el carrer del Call.
És un edifici cantoner de planta rectangular, amb terrat a la part superior, format per planta baixa i pis. A la planta baixa, el portal d'accés i una finestra són d'arc carpanell, i la resta d'obertures rectangulars. Es conserven grans fragments del parament original arrebossat, amb esgrafiats que imiten carreus de pedra. En el límit entre la planta baixa i el pis, destaca una motllura rectangular decorada amb dents de serra. Al pis hi ha estrets finestrals rectangulars, amb el coronament esglaonat de maons a manera de guardapols i ceràmica vidrada verda decorada, a l'espai interior. Els dos finestrals de la sala principal estan geminats. A la cantonada, força arrodonida, hi ha les restes d'un balcó corregut, amb barana de ferro treballada. A la part superior, l'edifici presenta un coronament esglaonat, amb barana de maons que delimita el terrat. D'aquest espai destaca un petit campanar semicircular de dos ulls bastits amb maons, amb un petit rellotge al mig. A l'interior de l'edifici hi ha sostres amb biguetes i revoltons als dos pisos.

## Història
Actualment, és en procés de restauració.